# Apterouridae
Apterouridae é uma família de milípedes pertencente à ordem Chordeumatida.
Género:
- Apterourus Loomis, 1966